# Ojāq (ort i Hamadan)
Ojāq (persiska: اجاق, اُجَغ, وچاق) är en ort i Iran.   Den ligger i provinsen Hamadan, i den nordvästra delen av landet, 230 km väster om huvudstaden Teheran. Ojāq ligger 2 119 meter över havet och antalet invånare är 621.
Terrängen runt Ojāq är platt åt sydväst, men åt nordost är den kuperad.Runt Ojāq är det ganska glesbefolkat, med 47 invånare per kvadratkilometer. Närmaste större samhälle är Ārpā Darreh, 6,8 km nordväst om Ojāq. Trakten runt Ojāq består i huvudsak av gräsmarker.